# Franz Pirchner (Agrarwissenschaftler)
Franz Pirchner (* 7. Januar 1927 in Imst, Tirol; † 26. Juli 2019) war ein österreichischer Agrarwissenschaftler und Veterinärmediziner. Er war Professor für Tierzucht und Haustiergenetik der Landwirtschaftlichen Fakultät der Technischen Universität München in Weihenstephan.

## Leben und Wirken
Im Anschluss an seinem Hauptschulabschluss in Imst besuchte er die Handelsschule und Handelsakademie in Innsbruck. Es folgten Reichsarbeitsdienst und Dienst in der Wehrmacht. 1945 begann Pirchner das Studium der Medizin an der Universität Innsbruck, dem er 1946 bis 1950 das Studium der Veterinärmedizin an der Tierärztlichen Hochschule Wien und von 1950 bis 1952 das Studium der Landwirtschaft an der Hochschule für Bodenkultur Wien folgen ließ. Seine Studien beendete er zunächst mit den Abschlüssen als Diplom-Tierarzt und Dipl.-Agr.-Ing.
Nach seiner Tätigkeit an der Landwirtschaftskammer Tirol (1952–1954) absolvierte er ein Zusatzstudium mit dem Schwerpunkt Populationsgenetik an der Iowa State University bei Jay Lush mit Abschluss als Master of Science und als Ph.D.
Danach wurde er Versuchsleiter im Institut für Tierhaltung in Rottenhaus bei Wieselburg an der Erft (Niederösterreich) des Österreichischen Bundesministeriums für Land- und Forstwirtschaft und Genetiker in Geflügelbetrieben in den USA und in Deutschland.
Den Ruf als ordentlicher Professor auf die Lehrkanzel für Tierzucht an die Veterinärmedizinische Universität Wien nahm er 1964 an. Den folgenden Ruf als Ordinarius für Tierzucht und Haustiergenetik am Institut für Tierwissenschaften der Landwirtschaftlichen Fakultät der Technischen Universität München in Weihenstephan akzeptierte er 1971, er blieb dort bis zur Emeritierung 1995.
Der Schwerpunkt seiner Arbeiten bezogen sich auf die Populations- und quantitative Genetik in der Tierzucht sowie die Untersuchungen zur Fleischleistung des Pinzgauer Rindes.
Sein Hauptwerk: Populationsgenetik in der Tierzucht erreichte mehrere Auflagen, er war an mehr als 200 wissenschaftlichen Publikationen beteiligt, darüber hinaus betreute er 60 Doktoranden und 7 Habilitanden.

## Ehrenämter
- 1966–1972 Präsident der Kommission für Tiergenetik der Europäischen Vereinigung für Tierproduktion
- 1988–1992 Präsident des Internationalen Komitees für die Weltkongresse zu „Genetics Applied to Livestock Production“
- 1984–1988 Vorsitzender der Gesellschaft für Tierzuchtwissenschaften
- Vorsitzender des DGfZ-Ausschusses für genetisch-statistische Methoden in der Tierzucht
- 1987–1989 Vizepräsident der Deutschen Gesellschaft für Züchtungskunde
- 1975–1998 Herausgeber der Zeitschrift für Tierzüchtung und Züchtungsbiologie
- Mitglied des Redaktionskollegiums des Archiv für Tierzucht

## Ehrungen und Auszeichnungen
- 1988 Kardinal-Innitzer-Preis (Würdigungspreis)
- 1988 Ehrendoktorwürde durch die Universität Gent (Belgien)
- 2005 Ehrendoktorwürde zum Dr. der Naturwissenschaften durch die Eidgenössische Technische Hochschule (ETH) Zürich
- 1995 Hermann-von-Nathusius-Medaille in Gold der Deutschen Gesellschaft für Züchtungskunde
- 2007 Ehrenmitglied des Tiroler Grauviehzuchtverbandes
- 2007 Ehrenzeichen des Landes Tirol